# INTCEN
EU Intelligence Analysis Centre – EU INTCEN (vor März 2012 Joint Situation Centre, SitCen oder JSC) ist ein Organ des Europäischen Auswärtigen Dienstes der Europäischen Union und hat neben dem Satellitenzentrum der Europäischen Union und der Intelligence Division nachrichtendienstliche Aufgaben.
Besondere Bedeutung kommt dem Organ bei der Vermittlung und Vernetzung der Nicht-EU-Staaten und der EU mittels des Berner Clubs zu. Dieser spielt eine besondere Rolle, bei dem die Interessen Europas mit dem INTCEN koordiniert werden, um so die Geheimdienste aller europäischen Staaten zu verbinden oder sich lose auszutauschen. Zumindest das INTCEN ist dabei im „Dunklen“ entstanden und kann sich auf keine Gesetzesgrundlage stützen. Im Gegensatz zu anderen Nachrichtendiensten ist das Parlament, hier das Europäische Parlament, nicht eingeschaltet und hat auch kein Einsichtsrecht.
Auch nationale Parlamente haben keine Einsichtrechte, da die Behörde als inoffizielles EU-Organ gewertet wird. Mit dem Aufbau des Europäischen Auswärtigen Dienstes durch den Vertrag von Lissabon gilt die Behörde als legitimiert. Durch die Fusion des INTCEN mit zwei weiteren Einheiten wird das Organ als Europäischer Geheimdienst aufgewertet, obwohl die Funktion, Analyse von kombinierten Daten aus fremden Quellen mehr einem Fusion Center ähnelt. In einer Antwort auf eine parlamentarische Anfrage bezeichnet Josep Borrell das INTCEN eindeutig als Fusion Center für freiwillig durch die Mitgliedsstaaten gelieferte nachrichtendienstliche Erkenntnisse.

## Aufgaben
Die Aufgaben von INTCEN sind in der EU umstritten, es wird davon ausgegangen, dass INTCEN nicht selbst Informationen ermitteln und erforschen kann und für diese Zwecke auf die Mitarbeit der Mitgliedsstaaten angewiesen ist. Nach Angaben der Wirtschaftswoche aus dem Dezember 2010 wird aktive Spionage explizit ausgeschlossen. Dies wurde durch den damaligen Leiter, Ilkka Salmi, in einem Interview im März 2014 erneut bestätigt.
Eine 2013 vom österreichischen EU-Parlamentarier Martin Ehrenhauser gestellte parlamentarische Anfrage wurde von Catherine Ashton, der ersten Vertreterin der EU für Außen- und Sicherheitspolitik und damit der Hausherrin des INTCEN am 27. Juni 2013 im Kern wie folgt beantwortet:
- Aufgabe des INTCEN sei die Erstellung von nachrichtendienstlichen Bewertungen unter Heranziehung aller Informationsquellen.
- Die Empfänger der Information richteten sich nach Thema und betroffenen Territorien.
- Die Produkte seien – je nach Geheimhaltungsstufe der zugrundeliegenden Dokumente – von „Limited“ bis „EU TOP SECRET“ klassifiziert.
- Das EU-INTCEN erhalte Informationen von Abteilungen des EU-Rats, der EU-Kommission und des Europäischen Auswärtigen Dienstes der EU-Delegationen.
- Von den Nachrichtendiensten der Mitgliedsländer „würde die Übermittlung von Erkenntnissen erwartet“.
- INTCEN ist in die Single Intelligence Analysis Capacity (SIAC) eingebunden, womit durch INTCEN die zivilen und durch das Nachrichtenwesen des Militärstabs (EUMS INT DIR) die militärischen nachrichtendienstlichen Kapazitäten kooperierten.

In der Ausschreibung für die Position des Direktors 2015 nach dem Abgang von Ilkka Salmi benennt die Personalverwaltung der EU die folgenden Missionsziele:
INTCEN ist die zivile nachrichtendienstliche Organisation der EU. Seine Mission ist es nachrichtendienstliche Analysen, Frühwarnungen und Situationsberichte für den Hohen Repräsentanten und den Europäischen Auswärtigen Dienst zu liefern. INTCEN erfüllt seinen Auftrag durch die Überwachung und Bewertung internationaler Vorfälle mit dem Fokus auf speziellen Regionen, Terrorismus und der Verbreitung von Massenvernichtungswaffen sowie weiteren globalen Bedrohungen. Den nachrichtendienstlichen Produkten liegen Erkenntnisse der Nachrichtendienste von EU-Mitgliedsstaaten und öffentlich zugänglichen Quellen zugrunde. INTCEN bietet seine Dienstleistungen auch weiteren Entscheidungskörperschaften der EU im Bereich der gemeinsamen Außen- und Sicherheitspolitik, der gemeinsamen Sicherheits- und Verteidigungspolitik sowie der Terrorismusabwehr der Mitgliedstaaten an.

## Organisation
Die Ursprünge der Behörde liegen im Jahr 1999 als mit der Gemeinsamen Sicherheits- und Verteidigungspolitik der EU unter der damaligen Leitung von Javier Solana eine Informationsstelle zur Analyse von frei verfügbaren Informationsquellen eingerichtet wurde. Zusätzlich wurde nach den Terroranschlägen vom 11. September 2001 eine Antiterrorismusgruppe (Counter Terrorism Group, CTG) eingerichtet. In den Anfängen diente das INTCEN hauptsächlich zum Austausch von Geheimdienstinformationen zwischen deutschen, italienischen, niederländischen, spanischen, schwedischen und britischen Diensten.
Seit den Madrider Zuganschlägen im März 2004 engagiert sich das INTCEN auch in der EU-inneren Sicherheit und Terrorismusabwehr.
Mit der Gründung des Europäischen auswärtigen Dienst (eng. European External Action Service) am 1. Dezember 2010 gilt auch das INTCEN als gegründet.
Mit Wirkung vom März 2012 wurde die Bezeichnung von Joint Situation Center (JSC, SitCen) in EU Intelligence Analysis Centre (INTCEN) geändert.
Es gibt zwei Abteilungen:
- A1 – Auswertung (Analysis)
- A2 – Allgemeines und Außenbeziehungen (General and External Relations)

2016 wurde die Einrichtung der Hybrid Fusion Cell bekanntgegeben, die mit der Abwehr von „hybriden Bedrohungslagen“ beauftragt ist, obwohl diese nur diffus definiert sind. Die Definition für die Europäische Union wird mit „irreguläre Kampfweisen“ von staatlichen und nichtstaatlichen Akteuren bezeichnet, die mit „terroristischen Aktionen und kriminellem Verhalten“ einhergehen und als Beispiel die Annexion der Krim durch Russland genannt.

### Standort und Personal
INTCEN betreibt ein Lage- und Analysezentrum am Sitz des Rates der Europäischen Union in Brüssel und beim Militärstab der Europäischen Union.
Gründungsdirektor war der ehemalige britische Diplomat William Shapcott, der das INTCEN von 2001 bis 2010 leitete. Im Dezember 2010 wurde er von Ilkka Salmi abgelöst, dem vormaligen Direktor des finnischen Sicherheitsdienstes (Suojelupoliisi), der sich in einem Ausschreibungsverfahren durchgesetzt hatte. Anfang 2016 übernahm der deutsche Bundesnachrichtendienst-Beamte Gerhard Conrad die Leitung des Zentrums, die er bis zum 31. August 2019 innehatte. Sein Nachfolger wurde der Portugiese José Casimiro Morgado.
INTCEN besteht aus mehr als 110 Mitarbeitern und befasst sich mit Analyse und Evaluierung von Informationen. Von diesem Personal sind ca. 70 % Mitarbeiter von nachrichtendienstlichen Organisationen der Mitglieder. Der Rest sind Verwaltungsmitarbeiter der EU. In einem Interview im März 2014 sprach der damalige Leiter von INTCEN von 70 Mitarbeitern, von denen 30 durch nationale Geheimdienste für die Arbeit im INTCEN abgestellt sind.

### Datenquellen
Die Daten erhält INTCEN aus frei zugänglichen öffentlichen Quellen, wie Presseagenturen und der Presse selbst (Open Source Intelligence). Daneben geben verschiedene Dienste der EU-Mitgliedsstaaten, der Schweiz und Norwegens Informationen an das INTCEN weiter. Der Bundesnachrichtendienst liefert dabei nur die nötigsten Hinweise der untersten Verschwiegenheitsstufe „Dienstgebrauch“. Trotzdem ist nach Ansicht der Regierungsbeamten die Behörde für die Koordinierung Europäischer Informationen sinnvoll. EU INTCEN und der Militärstab der Europäischen Union (EUMS) sind Teil der Single Intelligence Analysis Capacity (SIAC), in deren Rahmen ziviler (EU INTCEN) und militärischer Nachrichtendienst (EUMS) zusammengeführt werden. Neben diesen Diensten liefern auch die EU-Grenzkontrollbehörde Frontex in Warschau und Europol in Den Haag Informationen an das INTCEN.
Durch die im Jahre 2009 vermehrt eingerichteten Delegationen der Europäischen Union ist der Geheimdienst mittlerweile unabhängiger und genießt durch die Berichterstattungen der EU-Botschaften auch über eigene Quellen zur Auswertung von Material.
Neben Satellitenbildern aus den Vereinigten Staaten von Amerika stehen dem INTCEN Daten verschiedener EU-Mitgliedsstaaten zur Verfügung, darunter der deutschen SAR-Lupe, dem italienischen COSMO-Skymed und den französischen Systemen Helios und Pléiades. Auch Daten des Satellitenzentrums der Europäischen Union stehen dem INTCEN zur Verfügung.

### Strukturen
Das INTCEN gliedert sich in drei Bereiche:
- Operationen – 24/7-Krisen-Überwachung und Information der Diplomaten der Mitgliedsländer.
- Analyse – Fusionieren und Auswerten der gesammelten Daten.
- Kommunikation und Konsulatsdienste – Betreiben von COREU

### Produkte
Aus der 24-stündigen Nachrichtenüberwachung produziert das INTCEN eine tägliche Nachrichtenübersicht und informiert betroffenes Personal im Falle von besonderen Vorkommnissen. Nach offiziellen Angaben ist das Volumen mit ca. 200 strategischen Lageberichten und 50 Sonderberichten bzw. Briefings angegeben. Nach Angaben des Statewatch nahestehenden Journalisten Matthias Monroy hatte sich diese Anzahl Anfang 2013 schon verdoppelt. In einem Interview mit der belgischen Mondiaal Nieuws nennt Ilkka Salmi die Zahl von 500 Berichten pro Jahr.
INTCEN erstellt regional oder thematisch fokussierte Analysen sowie Auftragsanalysen zu aktuellen Themen, insbesondere werden Informationen und Analysen im Krisenmanagement geliefert. Neben diesen speziellen Analysen werden auch regelmäßige Berichte erstellt:
- INTCEN produziert Berichte, die über das Politische und Sicherheitspolitische Komitee der EU verfügbar gemacht werden.[2]
  - Intelligence Assessments: sechsmonatliche Berichte für bestimmte Hotspots.[3]
  - Intelligence Report: Wöchentliche Nachrichtenzusammenfassung.[3]
  - Morning Highlight: Tägliche Nachrichtenübersicht.[3]
- INTCEN organisiert den regelmäßigen Informationsaustausch zwischen dem beteiligten Diensten der verschiedenen Nationen, der Gemeinsamen Sicherheits- und Verteidigungspolitik und leitet direkte Maßnahmen im Rahmen dieser Politik ein.[2]
- Das INTCEN betreibt das COREU-System (frz. Correspondance Européenne ~ europäischer Schriftverkehr), mit dem europäische Staaten ihren nicht-öffentlichen Nachrichtenverkehr betreiben.[2] Daneben wird auch das Netzwerk für die Kommunikation mit EU-Missionen außerhalb Europas betrieben.[2]

Zusätzlich begleitet Personal INTCEN EU-Offizielle als Sicherheitspersonal auf Reisen. Für die Berichte gibt es keine offizielle Regelung, ab wann diese der Öffentlichkeit zugänglich gemacht werden können. Salmi begründet diese mit der nationalen Gesetzgebung der informationsliefernden Mitgliedsstaaten.

## Geheimhaltungsstufen
Auf die direkte Frage, welche Geheimhaltungsstufen durch das INTCEN verwendet werden, nannte Direktor Salmi:
- LIMITED – niedrigste, nicht schutzwürdige Information
- EU RESTRICTED
- EU CONFIDENTIAL
- EU SECRET
- EU TOP SECRET – Information aus einer Primärquelle, die laut Salmi bei INTCEN mangels operativer Kräfte nicht vorkommt.[3]

## Aktivitäten
Nach Informationen des EUobservers im April 2011 wurden direkt durch das INTCEN bezahlte Personen auf eine Mission in Libyen geschickt. Offiziell nannte Direktor Salmi die Expertise der Personen mit Satellitentelefonen und ähnlichen Themen als Anlass. Eine Informationssuche sei nicht das Ziel der Reisen gewesen.

## Kritik
Das INTCEN wurde von Mitgliedsstaaten wegen der schlechten Qualität der Berichte kritisiert. Auch wird offensichtlich, dass verschiedene Länder mit einer Geschichte von Zusammenarbeit im Geheimdienstbereich Informationen effizienter auf informellem Weg austauschen, als über das INTCEN.
Bei der Gründung äußerte der Gründer von Statewatch, Tony Bunyan, Bedenken, dass die Kommission „unbeschränkte Macht“ (unfettered powers) erlangen wolle, einen Überwachungsstaat zu begründen und die Privatsphäre der Bürger unter dem Vorwand diese zu schützen auszuspähen.
Das Europäische Parlament kritisierte wiederholt, keine Kontrolle über das SitCen zu haben. Dieser Darstellung wird durch INTCEN-Offizielle widersprochen, da die Parlamentsmitglieder schon Aufsicht über den europäischen auswärtigen Dienst hätten. Die Diskussion wurde durch die Enthüllungen des Whistleblowers Edward Snowden erneut angeheizt. Anfang 2014 hatte der Ausschuss für bürgerliche Freiheiten, Justiz und Inneres ein Papier an die Kommission gesandt, die praktikable Vorschläge für eine wirksame Aufsicht des Parlaments über den INTCEN ermöglichen sollte.

## Geschichte
2002 wurde das Joint Situation Centre (SITCEN) geformt und am 1. Januar 2003 durch die Strategieplanungs- und Frühwarneinheit (engl. Policy Planning Unit, PU) zur Unterstützung der PU mit nachrichtendienstlichen und sicherheitspolitischen Analysen eingesetzt. Kurz darauf begannen Analysten von Nachrichtendiensten aus Frankreich, Deutschland, Italien, den Niederlanden, Spanien, Schweden und Großbritannien mit der gemeinsamen Analyse von Daten. Leiter des Dienstes in dieser Zeit war der britische Berufsdiplomat William Shapecott.
Die Initiative ging nach dem niederländischen Analysten Jelle van Buuren von der Stichting Eurowatch aber nicht von der Kommission aus, sondern von Javier Solana. Trotzdem liegt kein formales Gründungsdokument mit einer Mission oder Agenda vor. Auf Anfragen teilt die Kommission mit, dass SITCEN als Teil des Generalsekretariats und im Rahmen der Autonomie dieser Organisation gegründet wurde und keiner weiteren Legitimation bedürfe.
2005 wurden die Fähigkeiten des INTCEN durch Teams von Terrorismusabwehrexperten erweitert. INTCEN belieferte den Rat fortan mit Analysen über terroristische Bedrohungslagen. 2007 wurde die Zusammenarbeit mit dem europäischen Militärstab verstärkt, wodurch sich nach eigenen Angaben eine Single Intelligence Analysis Capacity (SIAC) ergab.
Mit Inkrafttreten des Vertrags von Lissabon wurde das INTCEN der Kontrolle durch den hohen Repräsentanten unterstellt.
Am 1. Dezember 2010 wurde das SITCEN der Gemeinsamen Außen- und Sicherheitspolitik und damit dem Hohen Vertreter der EU für Außen- und Sicherheitspolitik zugeordnet. Damit war der „Geheimdienst der Europäischen Union“ direkt der Europäischen Kommission unterstellt, denn Lady Ashton war ja die erste Vizepräsidenten der Kommission. Auch diese Entscheidung teilt die Mission, Aufgaben und Funktionen des INTCENs nicht mit, sondern überträgt nur die Funktionen en bloc zur GASP. 2011 wurde das INTCEN in den Verwaltungsapparat des Europäischen Auswärtige Dienstes integriert. Nach Änderungen in der Verwaltungsstruktur des EADs wechselte auch die Führung auf den vormaligen Leiter des finnischen Geheimdienstes, Ilkka Salmi. 2012 wurde die Bezeichnung des SITCEN in INTCEN geändert.
Ende 2015 wurde überraschend mitgeteilt, dass Salmi als Direktor für Sicherheit der Europäischen Kommission innerhalb der EU-Administration eine neue Rolle übernahm. Sein Nachfolger in der Leitung von INTCEN wurde der deutsche BND-Mitarbeiter Gerhard Conrad. Die Ernennung wurde als Indikator für eine Stärkung des Dienstes und eine Erweiterung der Befugnisse und Aufgaben betrachtet. im September 2019 wurde der Portugiese José Casimiro Morgado sein Nachfolger.